# NTSC

NTSCを採用している、またはデジタル放送移行まで採用した国（緑色■）

NTSCは、コンポジット映像信号および、それを用いたテレビジョン放送方式の仕様および標準規格「RS-170 (A)」「SMPTE-170M」などの通称。
NTSCとは規格を策定したNational Television System Committee（全米テレビジョンシステム委員会）の略。特に1953年に定められたカラーテレビ放送規格を指す。開発国のアメリカ合衆国などとともに、日本のアナログテレビ放送システムが採用していた規格である。
前述の正式名称（規格票）は専門書等以外ではほとんどみられない。

## 歴史的経緯
1927年、フィロ・ファーンズワースが、サンフランシスコで全電子式テレビジョンの公開実験を行った。その後1933年、アイコノスコープが開発され、さらに感度を向上させてスタジオ撮影も可能とした1938年のオルシコン開発といった、改良された各種撮像管の開発などの要素技術の発展を受けて、1930年代末頃には研究室内での実験段階をクリアして、商業放送が可能な水準へと到達した。しかしその時点において、各社各様のさまざまな仕様が乱立する気配を見せはじめていた。
そこで1940年、Radio Manufacturers Association（RMA、後の電子工業会（EIA））によって、National Television System Committee（NTSC）が組織された。
NTSCによる仕様の策定には9か月ほどを費やし、幾度となく会合が開かれ、実験も行われた。その成果は、1941年3月に推奨規格として連邦通信委員会(FCC)へと提出され、同5月に商業放送が承認された。1957年、この白黒テレビ方式の標準は、EIAによって、RS-170として編纂されまとめられた。
1940年代末から1950年代初頭にかけて、カラー放送開始に向けての機運が高まった際にも同様の仕様の乱立の気配ないしその危惧から、NTSCが再招集された。その結果1953年に、RCA社が基本原理を開発したカラー方式への拡張（と、わずかな変更）を標準として採択し、その後は規格の厳格化と定義の厳密化を経て、その主要な役割を最後まで全うしつつある今日に至っている。

## 概要
ここでは、1953年にFCCによって商業放送が承認されたカラーテレビジョン放送全米標準方式（1977年に暫定規格 EIA RS-170Aとしてまとめられ、さらに1994年、SMPTE-170Mとして厳格化）について主に記す。
1940年代から放送が行われていた白黒テレビジョンとの後方互換性を維持しつつ、明るさではなく光の三原色（赤・緑・青）の動画信号を伝送・表示するために、1950年代の市販家電製品に採用可能な様々な技術が投入されている。輝度の変化に関しては小さく細かい変化まで判別できるが画像の中で色彩だけが変化している部分は網膜に映る面積がある程度以上広くないと変化の存在自体を認識できない人間視覚の特性を利用して、そのまま送信すると白黒放送の3倍の電波帯域幅が必要になるカラー映像信号を1/3の帯域に圧縮している。
明るさを表す輝度信号と色の座標を示す2つの色度信号に撮像素子から出力された三原色の強さを表す信号をマトリクス変換し輝度信号には白黒放送との互換性を持たせ、色差信号はローパスフィルターにより大幅な帯域制限を行って色副搬送波（カラーサブキャリア）で直交振幅変調をかけてクロマ信号とし、輝度信号や音声信号との相互妨害を極力発生させないような形態に合成して放送する。
各家庭の受像機では、視聴するチャンネルの放送周波数帯を選択増幅し、検波器でベースバンド映像信号に復調したものから輝度信号と色差信号を分離し逆マトリクス変換によって三原色の強さを表す信号を復元し、カラーブラウン管（今日では液晶やプラズマディスプレイを始めとする平面表示デバイス）に動画像を表示する。
NTSC委員会の策定したカラーテレビジョン放送方式を採用している国はアメリカ、カナダ、メキシコ、日本、台湾、韓国、フィリピン、中南米諸国の一部、太平洋諸島の一部などである。採用国数と視聴可能人口ではインドと中国も採用しているPAL方式の陣営が圧倒的に上回るが、アメリカが映像ソフトの供給大国であることから市場における各方式の地位・重要性は単純に比較出来ない。

## 詳細

### 白黒テレビジョンとの互換性
白黒テレビとの後方互換性を維持するため、以下の基本諸元を引き継いでいる。
表示画面の縦横比は縦3:横4
番組は生放送だけでなく、画面の縦横比は録画放送にも対応する必要があり、記録媒体の規格に合わせて縦横比が決められた。1940年代当時は動画を記録できる媒体がフィルムしかなく、映画フィルムのスタンダード比率と等しくされた。
総走査線数は525本、2:1インターレース
水平走査フリーラン用発振を電源周波数の逓倍で作れるよう、比較的小さな奇数の積525=3×5×5×7とした。60Hz×525=31500Hzを双安定マルチバイブレータで1/2分周した相補出力の矩形波を積分器に通して相補出力の鋸歯状波を得て上昇ランプ側の波形だけを選択し、放送波を受信していない時にも水平偏向系を駆動する。また525本という数字は後述する通り、当時の16mm映画フィルムと同等の画質を実現しようという目標に沿ったものでもある。水平走査線525本の全てが映像表示に使えるわけではなく、垂直帰線にともなうブランキング期間を差し引いた485本のうちオーバースキャン率90%を考慮した436本あまりがブラウン管上に表示可能な走査線数となる。更に、画像を走査線の集まりとして描いている影響 がもたらすケル係数を掛け合わせて、視覚上の垂直解像度は436×0.7≒305本程度まで低下する。画面縦横比3対4で水平方向に400ラインペアの解像度を要求すると、それにみあう垂直解像度300本以上をどうにか満たす数字となる。
飛び越し走査を採用した理由は、当時唯一の実用表示デバイスであったブラウン管の特性に依る。ブラウン管においては発光しているのは電子ビームが当たっている一点のみであり、例えば垂直走査の終わるまぎわ、画面の下部にある走査線を描いている頃には画面上部の領域は蛍光体の残光も消尽して暗くなってしまい毎秒30フレーム程度の描画では視聴者にフリッカーを認識させてしまう事が分かっていた。だからといって毎秒60フレームで走査線525本の表示を実現しようとすると後述する通りの計算をした場合、映像信号の帯域幅が9MHz弱、放送チャンネルは10MHz幅近くもの膨大な周波数資源を浪費してしまう。
そこで1枚のフレームを2フィールドに分け、第一フィールドでは1/60秒の間に1,3,5,7…本目の走査線を、次の第二フィールドでは同じく1/60秒間に2,4,6,8…本目の走査線を一本おきに描画して目の残像作用により1/30秒で1枚のフレームを合成する飛び越し走査が採用された。飛び越し走査により動きのある映像ではラインフリッカーが発生するため、テレビカメラにはこれを軽減する光学的ローパスフィルターが挿入される。垂直解像度はケルファクターによる低下に加えて更に減少するが、毎秒60フレームで表示したのと同等の滑らかな動きとフリッカーの少ない表示品質を限られた信号帯域で実現できる利点の方を重視した。
基準となるブランキングレベル 0Vを0IRE、輝度100%時の電位を100IREとしたとき同期信号のレベルは-40IRE
同期信号とは水平同期信号と垂直同期信号の総称で一続きになって送られてくる映像信号の水平位置と垂直位置の区切り、走査開始の基準となるタイミングを示すパルス状の電気信号である。受像機のブラウン管の水平／垂直走査駆動回路は水平同期信号を受信すると視聴者側から見て右端を照らしていた電子ビームを左端に戻し、垂直同期信号を受信すると下端の走査線を描いていた電子ビームを上端に戻す。戻しきった後は再び視聴者側から見て左から右へ、上から下へと電子ビームの偏向を開始する。映像信号と同期信号との明確な区別が付くよう、基準電位（ブランキングレベル）を0Vとしたとき映像信号は正電圧、同期信号は負電圧に振り向けている。垂直同期信号と水平同期信号との区別は、垂直同期パルスが水平走査線周期の3倍の長さを持っている事を利用して行う。
IREとは基準電位（ブランキングレベル）の0Vを0IRE、映像信号の輝度100%の時の電位を100IREとする相対値で同期信号の電位は-40IREと規定されている。つまり同期信号の底から最大輝度まで映像信号全体の振幅140IREを1V p-pとする場合、同期信号はブランキングレベル-286mV、映像信号の最大値は+714mVとなる。直流電圧を伝えられない伝送系を介する場合、また負電圧を扱えない単電源の増幅回路を使用する場合は同期信号の底のレベルもしくは水平同期信号直後のブランキングレベルを各々の機器で内部の基準とする電圧に揃えるクランプ回路を受信側に設けて限定的直流再生を行う。
表示に使うブラウン管の想定ガンマ値を2.2とし、送出側であらかじめ一括補正
ブラウン管も真空管の一種であり、制御グリッドに印加する電圧と表示光量とが直線比例していないという特性を持つ。増幅回路であればほぼ直線比例していると見なせる領域のみを使用し最も歪みの少ない動作点を選べば良いが、ブラウン管は最大輝度：電子ビーム電流最大から黒：電子ビーム電流ゼロまでの全動作領域を使用するため、どこかの段階で何らかの方法で補正してやらなければ画像が異様に暗く表示されてしまう。NTSCではブラウン管の発光輝度は制御入力電圧の2.2乗に比例すると想定して、カメラからの出力直後の段階で信号電圧を0.45乗してガンマカーブを補正してから放送を行っている。数億台分もの補正回路を各受像機毎に付けるより、放送事業者側で一括補正した方が受像機のコストダウンになる為である。
放送時の映像信号帯域は水平解像度にして約330本
当時の16mm映画フィルムと同等の解像度、400ラインペア程度を目標として設定された。水平走査線一本分の時間{\displaystyle {\frac {1}{15750}}\fallingdotseq 63.5}μ秒のうち、帰線消去期間等 を除くと映像表示に使える期間は約53.3μ秒となる。更にブラウン管のオーバースキャンによりそのうちの90%程度しか画面に表示されていない場合を想定すると、有効表示時間の最悪値は48μ秒ほどになる。ここに最大400ラインペア、200サイクルを表示しようとするとその周波数上限は{\displaystyle {\frac {200}{48\times 10^{-6}}}\fallingdotseq 4.2}MHzとなる。
伝送路や録画再生機器の周波数特性上限を表す性能指標として使われる「水平解像度何本」という文言は画面縦横比3:4に設定された映像領域を正方形で切り取った時の数字である。放送時の映像信号周波数上限はオーバースキャンによるマスク分を含めた有効映像期間 約53.3μ秒に最大で220サイクル、440ラインペアほど並べられることとなる。画面を正方形に切り出すという事は縦3横4比率である画面の横4ある長さのうち、縦方向と同じ横3の長さに含まれている分だけを評価するという事になるので{\displaystyle 440\times {\frac {3}{4}}}=330が放送波で送られてくる映像信号の水平解像度上限となる。
映像信号は残留側帯波、負極性振幅変調で放送。音声信号は周波数変調
映像信号の4.2MHzという帯域は、そのまま両側帯波の放送電波に振幅変調すると8.4MHzもの広大な周波数帯域を占有してしまう。VHF帯の利用が緒についたばかりの1940年代の放送業界において、そのような資源浪費を許容する余地は無かった。都合の悪い事に映像信号には垂直同期信号の60Hzが含まれており、そこから更に周波数の高い4.2MHzという信号帯域に比してほとんど直流に等しい領域まで同じ利得で伝送出来ないと画面の明るさが急激に変化するシーンで受像機の垂直同期がかからなくなったり画面の上部と下部で明るさが変わってきたりしてしまうため、SSBの採用も出来ない。
そこで搬送波周波数より低い側の側帯波も一部を送信して直流付近の信号まで確実に伝送する残留側帯波方式とし、遮断特性はゆるやかだが安価で大量生産に向くフィルターを使えるようにした。また変調は負極性、すなわち映像信号電圧の最も低い同期信号の底で変調波の振幅が定格出力100%になり最も明るい白を表示する時の変調波振幅は12.5%となるよう規定されている。これは、受像機側での自動利得制御を容易にするためである。水平走査期間63.5μ秒の間に電波の振幅が100%になるピーク期間が確実に存在するので、そこが規定のレベルになるよう自動利得制御回路を構成すれば良い。仮にこれが正極性の変調だと、暗いシーンを映しているから電波の振幅が低いのか電波が弱いから振幅も低いのかを区別する為に、復調後の映像信号からもフィードバックをかける回路が余計に必要になる。
音声は周波数変調(FM)とし、自局および隣接チャンネルの映像信号から受ける妨害を軽減した。FMラジオ放送は米国において1939年から開始されており、AMラジオに比べて占有帯域は広いものの歪みやノイズが少なく音域も広い上に良好な耐妨害特性を持つ事が既に実証されていた。
映像搬送波周波数はチャンネル周波数帯下端から+1.25MHz、音声搬送波周波数は+5.75MHz、放送波の占有帯域は1チャンネルあたり6MHz
音声信号は映像搬送波周波数+4.5MHzを中心として±25kHzの変移、更に周波数変調がもたらす側帯波（サイドバンド）の広がりを加えた合計6MHzが1チャンネルの帯域幅となる。映像搬送波はチャンネル周波数下端から1.25MHz、音声キャリアは同じく下端から5.75MHz高い周波数に設定されている。
放送バンドプランは各々の国で異なっているが、日本においては例えば、チャンネル1は90 - 96MHzを占有し映像搬送波周波数91.25MHz、音声搬送波周波数95.75MHzと定められている。

### カラー化における変更点

NTSC放送波の1チャンネル中の周波数スペクトラム分布。なお、インターリーブ状の特性はこの図では表現されていない。

NTSCの信号のインタリーブ特性を持つスペクトラム分布（概念図）。横軸は周波数の相対値（0=映像搬送波周波数）、縦軸は信号強度、緑線は輝度信号、赤線は色差信号、青線は音声信号の強度を示す。

前節で述べた白黒放送の諸元に対し、カラー放送では色差情報（クロマ信号）を付加する為の色副搬送波（周波数 fsc で示す）を追加した他、水平同期周波数 fh と映像 - 音声搬送波周波数の差 fa が整数倍の関係になるよう変更している。
- {\displaystyle fsc={\tfrac {455}{2}}fh} ゆえに、{\displaystyle fsc={\tfrac {315}{88}}}MHz±10Hz（{\displaystyle 3.579{\dot {5}}{\dot {4}}}…MHzの循環小数になる）
- {\displaystyle fh={\tfrac {fa}{286}}}（なお、{\displaystyle fa=4.5}MHz〈白黒放送の fh=15.750kHz に比べて0.1%の差異〉）

水平同期周波数 fh を変更した理由は、NTSCの輝度信号のスペクトルのピークが fh 間隔で存在し、輝度信号スペクトルと音声信号スペクトルの谷間に色副搬送波スペクトル（こちらもピークが fh 間隔で存在する）のピークが来るようインターリーブさせることで相互妨害が最小で済むような形で合成するためである。当時のテレビ受像機は音声再生にインターキャリア方式を使っていたため、fa を変更すると音声再生に支障が発生することから fh の値を変更した。これに伴って垂直同期周波数は60Hzから{\displaystyle {\tfrac {60}{1.001}}}Hzに、フレームレートも毎秒30枚から{\displaystyle {\tfrac {30}{1.001}}}枚へと0.1%ずつ低下するが、大部分がアナログ回路で構成されている垂直および水平偏向系にとっては製造誤差を見込んだ引き込み範囲内に収まる変更であり、既存の白黒テレビジョン受像機を改造調整することなくカラー放送の輝度信号部分を受信可能にしている。また、NTSC方式カラーテレビジョン受像機においても従来の白黒放送を受信可能としている。
色差信号を解読しない白黒テレビ受像機では輝度信号に加算されたクロマ信号は単なる妨害信号（ノイズ）となり、非常に細かい波状の明暗ビートとして画面に表示される。色副搬送波の周波数を水平同期周波数の{\displaystyle {\tfrac {1}{2}}}の奇数倍、映像信号帯域上限（約4.2MHz）に近い数値にしたのはこの妨害ビートが出来るだけ細かくなるよう、さらに市松模様状に規則正しく並んで適正視聴距離 以遠まで離れて見ると模様が潰れて平均化されて目立たなくなるように考慮して設定された値であり、映像信号帯域の4.2MHzからクロマ信号側帯波の帯域を0.5MHz以上確保した3.579545MHzに定められている。家庭用テレビに接続可能な、ゲーム機、パソコンなどではこの周波数がシステム全体のクロックとして流用され、MSXや、SEGAのゲーム機など、CPUの規定周波数とは異なる、3.579545MHzで動作する機種が多く生まれた。(ゲーム機やMSXなどは、厳密にはNTSCとは規格が異なる映像信号を出力する)

### 各色カメラの出力信号から輝度信号Yと色度信号I・Qを生成する
被写体で反射しビデオカメラのレンズに入射してきた光はダイクロイックプリズムまたはカラーフィルタによって赤・緑・青の各波長毎の像に分解され、レンズの焦点距離にある撮像面の撮像素子（かつては撮像管、近年は固体撮像素子）に像を結ぶ。撮像面上に投影された像は、撮像素子の光電効果もしくは微小フォトダイオードによって光の強弱を2次元平面上の電位の高低や抵抗値の高低へと変換され、水平および垂直走査によって走査線毎に分解された線順次（1次元の）電位信号として取り出されてくる。
輝度信号Yと色度信号I・Qはこの赤緑青各色のカメラから出力される色信号にガンマ補正を施し、重み付けを行って加算する事で生成する。ブラウン管などの表示装置に使用される三原色のISO/CIE 10527 色度図座標を
- 赤 x=0.670 y=0.330
- 緑 x=0.210 y=0.710
- 青 x=0.140 y=0.080

と想定し、無色の「白」を意味する信号を送出した時に受像機側で表示される光をCIE標準の光Cの座標
- 白 x=0.3101 y=0.3162

に設定して、これらの色に合致させた各色カメラからの出力色信号 赤：R 緑：G 青：B を0 (0IRE) - 1 (100IRE) の範囲に正規化したとき、
- Er = {\displaystyle R^{0.45}}
- Eg = {\displaystyle G^{0.45}}
- Eb = {\displaystyle B^{0.45}}

の様にガンマ補正を行い、7.5IREのセットアップレベル（最低輝度の「黒」を規定する信号レベル）を加算
- E'r = 0.925Er + 0.075
- E'g = 0.925Eg + 0.075
- E'b = 0.925Eb + 0.075

したものを
- Y = 0.299 E'r + 0.587 E'g + 0.114 E'b
- I = 0.5959 E'r - 0.2746 E'g - 0.3213 E'b
- Q = 0.2115 E'r - 0.5227 E'g + 0.3112 E'b

というマトリクスを実現する回路で変換を行う。受像機側では上記マトリクスの逆行列に相当する変換回路で輝度信号Yと色度信号I・Qから赤緑青の各色信号を復元し、表示装置を駆動する。
ただし上記三原色の色度図座標で発光する蛍光体は輝度が非常に低い物しか存在せず、現実のブラウン管では別の色で発光する蛍光体で代用し、色再現の差異は受像機側マトリクスの係数を変更して吸収している。
また、SMPTE-170Mでは「白」の座標は標準の光D65のx=0.3127 y=0.3290に変更され、三原色の座標もガンマ補正時の処理もセットアップレベルを加算する段階も1953年の規格制定当時の物とは内容が異なっている。詳細は当該規格参照。

### I・Q信号の生成
オレンジから水色の色差を表すI信号は基準となる色副搬送波から57度遅れた位相を持つ搬送波で平衡変調し、青紫から黄緑の色差を表すQ信号は同じく147度遅れた（I信号から更に90度遅れた）搬送波で変調をかけて加算し、クロマ信号を生成する。クロマ信号は、簡単に言えば基準となる色副搬送波との位相差が色相を、振幅が彩度を表すベクトル信号である。受信側で色差信号の復調を行う際のよりどころとなる位相と振幅の基準信号は、水平同期パルス立ち上がり直後のブランキングレベル区間（バックポーチ）に挿入されている。このカラーバースト信号は、水平同期パルス立下り50%エッジ から色副搬送波19サイクル（約5.3μ秒）後に始まる持続時間9±1サイクルの色副搬送波で構成され、振幅は垂直・水平同期信号と等しい40IRE p-pと規定されている。

### I・Q信号を復調し、色（クロマ）信号にする
受像機側での復調時にはカラーバースト信号と同じ位相同じ周波数に同期させた連続波発振器（多くの場合、水晶振動子が用いられる）を駆動し、各々57度と147度遅らせる移相器を通した2種類の局部発振信号を得て映像信号から分離したクロマ信号を同期検波してI・Q信号を復元する。
尚、EI色度信号は色副搬送波信号3.579545MHzを中心とした下側波帯が1.5MHz・上側波帯が0.5MHzの周波数占有帯域幅であるが、EQ色度信号は下側波帯が0.5MHz・上側波帯も0.5MHzとなっており占有帯域幅が異なる。このため回路内で帯域幅が広いEI色度信号はEQ色度信号よりも僅かに遅れてしまう。これを補正するためにI復調回路の出力信号はディレーライン（遅延線輪）を通して時間補正し、更にディレーライン通過時の利得損失を補うEI色度信号増幅回路を経てからアーダー（信号加算回路）に入れる必要がある。
I復調回路からは極性が互いに逆の+EI色度信号と-EI色度信号が、同様にQ復調回路からは+EQ色度信号と-EQ色度信号が出力される。これら4色度信号は赤緑青用の各アーダー（信号加算回路）で比率制御された上で輝度信号+EY信号と共に加えられ、赤緑青の各色信号を再現する。

1.00EY+0.96EI+0.63EQ=ER、1.00EY-0.28EI-0.64EQ=EG、1.00EY-1.11EI+1.72EQ=EBとなり色信号が再生される。

### 帯域フィルター
SMPTE-170Mでは色差信号として{\displaystyle U=0.925{\tfrac {Eb-Y}{2.03}}}と{\displaystyle V=0.925{\tfrac {Er-Y}{1.14}}}を合成しU信号は180度、V信号は90度遅れた色副搬送波で変調してクロマ信号を生成する方法を第一に挙げている。一方、I・Q信号でクロマ信号を生成する旧い1953年版規格の機器も継続使用が認められている。最終的に生成されるクロマ信号は両者の間に大きな違いは無いが、唯一Q信号の帯域制限を行うローパスフィルターの特性だけが0.5MHzで6dB減衰と狭くなっている（U・VおよびI信号は1.3MHzまで減衰量2dB以下、3.6MHzで20dB以上）。
そのため、受像機側では新旧どちらの規格で作られた映像信号が来ても問題ないように、色差信号復調前後のフィルター特性はQ信号のそれに合わせて狭帯域 (0 - 0.5MHz) で実装するのが安全であると考えられている。実際、音声搬送波がクロマ信号に与える妨害ビート{\displaystyle {\tfrac {117}{2}}fh}約920kHzを回避するため同時にコストダウンの目的もあって市販受像機ではクロマ帯域のフィルターを狭帯域の物のみで済ませており、I信号を広帯域1.3MHzまで復調している例は稀有である。

### 色差信号による色（クロマ）信号の復調
I・Q復調方式によるカラーテレビ受像機は放送局から送信されてきた信号を全て利用し忠実な色を再現できるが、占有帯域幅が広いI信号を占有帯域幅が狭いQ信号の伝達速度に合わせるための遅延線輪（ディレーライン）及び、EI色度信号増幅回路が必要であると共に回路が複雑で高価になる。（1990年代に、三菱電機から「29C－CZ1」などCZシリーズとして「自然の色」を再現する機能を搭載したテレビが発売された。これがIC・トランジスタ化後、日本国内で販売された唯一のI・Q復調方式カラーテレビである。）
このため実際に市販された大半のカラーテレビでは色信号に関しては3.579545MHzを中心とした±0.5MHzのみを表示している。
真空管時代は、I・Q軸ではなくI軸寄りの位相のX軸、及びQ軸に近い位相のZ軸から成る2軸復調が主流であった。この方式は、X復調回路から出力されるEX信号をER-EY増幅管の第1グリッドに、Z復調回路から出力されるEZ信号をEB-EY増幅管の第1グリッドに送り出す。（EG-EY増幅管の第1グリッドはER-EY、EB-EY増幅管と同様にバイアス抵抗によりアースされているが、X復調回路、及びZ復調回路の出力とは繋がっては無く無入力となっている。）

尚、ER-EY、EG-EY、EB-EYの各色差信号増幅管のカソードは一点結合しており3管共有のカソード抵抗（この抵抗の両端に生じる電圧をEKとする。これは各色差信号増幅管のグリッドに対して-EKとして加わる。）

各色差信号増幅管の増幅率をAとすると。色差信号ER-EY出力管の出力電圧は、
-A(EX-EK)=ER-EY （真空管ではグリッドにはマイナス電圧で入力するが、プレートからはプラス電圧で出力されるため極性の逆転が起きる。このため色差信号増幅管の増幅率を「-A」とする。）同様に-A(EZ-EK)=EB-EY となる。

一方、色差信号EG-EY増幅管の第1グリッドにはEX、EZのいずれの信号も入らず共有カソード抵抗により生じた「-EK」のみが入力され、-A(-EK)=EG-EYとなる。（ここで、EKの位相はEG-EYの位相と一致する必要がある。そのため-EXと-EZの合成ベクトル位相がEG-EYの位相と一致する様にX軸及びZ軸は設定されている。）
これら各色差信号はカラーブラウン管の赤緑青の各色差信号用グリッドに加わる。一方カラーブラウン管のカソードには輝度信号の極性を±反転させた「-EY信号」が加わる。これはブラウン管の各三色各色差信号用グリッドに対しては更に極性逆転して+EY信号として加わる。

これによりカラーブラウン管内部において、(ER-EY)+EY=ER、(EG-EY)+EY=EG、(EB-EY)+EY=EBの赤緑青の各色信号が再現されこれに基づいて三色の電子ビームの強さを制御しカラー画面をブラウン管上に再現する。
尚、IC・トランジスタが普及するとX軸・Z軸復調方式から次第に直接、色差信号のER-EY、EB-EYを復調する「ER-EY・EB-EY 2軸復調方式」が主流となる。

この方式では色差信号EG-EYを復調しないがER-EY、EB-EYの各色差信号をEG-EY増幅トランジスタのベースに

-0.51(ER-EY)-0.19(EB-EY)=EG-EY として入力しコレクタ出力再現する。
更にER-EY、EG-EY、EB-EY全ての色差信号を直接復調する3軸復調方式もあるが、これはバランスが取りにくく不安定なため余り普及しなかった。

### 復調側でのY/C分離
送出側で輝度信号Yとクロマ信号Cを合成する際は単純に加算するだけで済むが、受像機側でのY/C分離は現在に至るも完全な分離法は実現されていない。以下にいくつか方式を挙げるが、それぞれに利点・欠点を持つ。

#### 周波数分離フィルタ
クロマ信号の主成分が約3 - 4.2MHzを占めている事に着目し、それ以下 (0 - 3MHz) の周波数帯には輝度信号しか含まれていないと見なしてローパスフィルタで輝度信号Yを抽出し、3 - 4.2MHzの領域はクロマ信号Cのみであるとしてバンドパスフィルタで分離する。
利点
部品点数が少なく、最もローコスト。受像機の画面サイズが小さい場合は、これでも十分な画質を提供出来る。
欠点
輝度信号の帯域が削られるため画像の水平解像度が330→240TV本程度に低下し、ぼやける。また現実には3 - 4.2MHzの領域にも輝度信号が含まれており、これを無理やりクロマ信号として処理するとクロスカラーと呼ばれる偽の色が付く現象が発生する。例えばニュース番組のアナウンサーのシャツやネクタイがストライプ柄であった場合、また重なり合う木々の枝を撮影した時などに本来は細かい白黒の縞模様で表示される筈の部分に奇妙にゆがんだ虹状の色が付いて見えてしまう。同様に2.3 - 3MHzの間にも色差信号の高周波部分が含まれており、これを輝度信号として処理すると例えば横方向に色が急激に変化するエッジ部分に粗い市松模様状の妨害が見えてしまう。なお安価にする為に部品点数を削り遮断特性を優先させたバンドパスフィルターはクロマ信号に位相歪みを発生させ、これは色相ずれに直結する。輝度信号のぼやけ対策として2.5MHz付近の増幅率を上げる対策が行われていた。

#### ライン相関を利用したクシ形フィルタ
上述した通り色副搬送波周波数は水平同期周波数の{\displaystyle {\tfrac {455}{2}}}倍であり、言い換えれば1本の走査線は色副搬送波227.5サイクル分の時間で描かれるということである。走査線上のある1点に注目するとその直上や直下の走査線の同じ水平位置では色副搬送波は半サイクルずれ、位相が反転している。仮に1色で塗りつぶされている画像を撮影してNTSCの映像信号に変換したとき生成されるクロマ信号の振幅は一定になるが色副搬送波との位相差も一定になるので、当該画像のクロマ信号は直上直下の走査線と比較すると同じ水平位置では位相だけが反転していることになる。
自然画像を撮影し走査線で分解して映像信号にしたものを仔細に分析すると、直上直下の走査線ではあまり大きく内容が変わらず同じ水平位置では輝度・彩度・色相とも似通っている（ライン相関性が高い）場合が多い。そこで映像信号を正確に走査線1本分の時間（{\displaystyle {\tfrac {572}{9}}}μ秒）遅らせる遅延回路を通した信号と現在送られてきている信号とを足し合わせると画面のほとんどの領域でクロマ信号は打ち消しあい、残った輝度信号だけが得られる。逆に過去の信号との差分を取ると輝度信号は差し引きほぼゼロになり、位相が反転しているクロマ信号だけが残留する。
遅延回路を用いたこのフィルタは遅延時間の逆数の整数倍の周波数で利得にピークができ、周波数特性グラフで見るとちょうど櫛の歯のようになっている事から、クシ形フィルタと呼ばれる。
利点
輝度信号を帯域制限せず分離することが出来、大画面に表示しても画像がぼやけず評価に耐える先鋭度を保つ。また、クロスカラーや色相歪みも周波数分離式に比べて少ない。
欠点
遅延回路用の部品と、その遅延時間を正確に水平走査線1本分の時間に調整するコストが製品に加算される。ライン相関性が低い領域では副作用も出る。例えば、斜め線の周囲に偽色がまとわりついたり星条旗の紅白の境目にドット妨害が残ったりする。また隣接ラインとの信号を単純に加減算すると画像が垂直方向にぼけ、水平方向だけはクッキリしたいびつな絵になってしまう。これらを解決するためには走査線間の相関性を検出し、相関性が低い場合は周波数分離に切り換える回路と水平走査線1本分の時間を更に遅らせた信号との3ライン間の比較演算により垂直解像度の低下を防ぐ回路が必要になる。そしてそれらの回路を追加実装すると、機器の価格は確実に上昇する。

#### フレーム相関を利用した3次元クシ形フィルタ（3D Y/C分離）
走査線1本ごとに色副搬送波の開始位相が半サイクルずつずれていくのは上述した通りだが1フレーム中の走査線数は奇数（525本）である為、画面中の任意の一点上における色副搬送波の位相はフレーム毎にも反転していることになる。したがって、正確に1フレーム分（{\displaystyle {\tfrac {1001}{30}}}ミリ秒）だけ映像信号を遅延できる回路を作成すればフレーム相関性を利用したY/C分離が可能になる。
「過去」の画面との比較を行うこのフィルターは2次元平面のフレーム画像を時間方向の次元で演算処理する事から、3次元クシ形フィルタと呼ばれる。
利点
ライン相関性を利用した物よりも、さらに精緻なY/C分離を行える。細かい模様上および斜め線の周囲の偽色や色の境界付近の色にじみやドット妨害が発生しない、理論上望みうる最高の画質を提供できる。
欠点
以上の利点は、フレーム相関性の極めて高い「まったく動いていない画像」の場合にのみ実現できる。そもそもテレビジョンは動いている画像を伝送表示するためのシステムであり現実の3次元クシ形フィルタではフレーム間の相関性を検出し、相関性が低い場合はライン相関によるY/C分離に切り換える（ライン相関も無い場合は、さらに周波数分離にフォールバックする）「動き適応回路」が必須になる。フレーム間の画像を単純に加減算すると時間方向の解像度が低下し以前の画面の映像が薄く残る残像現象が発生するので、この点からも動き適応回路の搭載は不可欠である。
なお、画面全体の映像信号を正確に1フレーム分遅延し得る回路の実現には、非常に複雑で大規模な画像処理装置が必要となり高速な半導体メモリとその大容量化・廉価化を待たねばならず民生家電製品に搭載できる所までコストが下がったのは20世紀も終盤になってからである。

### ベースバンド信号での伝送
放送波への変調を行わずNTSCベースバンド信号を同軸ケーブルで外部の機器とやり取りする場合、入出力およびケーブルのインピーダンスは75Ωとし信号レベルを1V p-pとするよう規定されている。信号送出側／受入側とも直流伝送が可能な設計になっていればブランキングレベルを0V、同期信号レベル (-40IRE) を-286mV、映像信号の輝度100% (100IRE) を714mVとする。直流結合できない場合、もしくはどのような機器が接続されるのか確定出来ない場合は同期信号の底のレベルもしくは水平同期信号直後のブランキング期間の電圧を各々の機器内部で基準とする電圧に揃えるクランプ回路を受信側に設けて限定的直流再生を行う。
接続端子の形態は業務用機器ではインピーダンス75Ωに設計されたBNCコネクタ（通常のBNCコネクタは50Ω）と指定されているが、民生用機器ではRCA端子を使用するのが一般的である。
クロマ信号はNTSCベースバンド信号生成前の色差信号I・Q（又はU・V）の段階で最大1.3MHzの帯域制限フィルタがかけられているが輝度信号の帯域にはNTSC規格としての上限は設けられておらず、伝送路や記録再生機器の規格や性能によってのみ制限を受ける。たとえば放送波では4.2MHz（水平解像度約330TV本）の帯域が確保されており普及型家庭用VTRでは約2.5MHz（約200TV本）までの信号が録画再生可能である。レーザーディスクプレイヤーでは、4.5MHzの帯域が確保されていた。

## 音声多重放送
音声は当初モノラルのみであったが、1978年に日本の東京広域圏で、FM-FM変調によるEIAJ方式音声多重放送が始まった。
1984年、アメリカでBTSC (Broadcast Television Systems Committee) が、MTS (Multi-channel Television Sound) と言われるAM-FM変調方式の音声多重放送の規格を制定した。日本とアメリカの方式の場合、音声信号内にサブキャリア（副搬送波）を挿入する。
またPAL圏の西ドイツでは1981年から、A2ステレオ方式で音声多重放送を行っている。これは前2者の様な方式と異なり、2つ目の音声搬送波を設けて、そこで第2音声（二ヶ国語放送の外国語音声または、ステレオ放送時の右チャンネル音声）を伝送する規格である。

## 他のカラー放送方式との比較

### 短所
NTSC方式のクロマ信号は、カラーバースト信号で示される基準位相との差が色相を表すという特性を持っている。そのため、伝送・増幅系やフィルターなどで位相歪みが発生すると表示画像の色相のずれに直結してしまう。空間波による放送ではマルチパスがもたらす信号歪みを完全に避けることは不可能であり、その影響も受信アンテナの性能とそれを設置した家々の位置によってまちまちとなる。またクロマ信号側帯波の広がり ( - 4.2MHz) の直上には音声キャリア (4.5MHz) が存在し、これによる妨害を排除する為の急峻な遮断特性を持つフィルターは1950年代当時の家電製品に適用できる技術ではクロマ信号の位相特性が確実に悪化する物しか作れなかった。
放送技術関係者らは、NTSC方式を評して自嘲的に

"Never Twice Same Color"（同じ色は二度と再現できない）

"No Television Same Color"（同じ色が出るテレビはない）

"Never Tested Since Christ"（有史以来、技術的正当性を検証していない）

などと揶揄しているくらいである。
NTSC以後に開発されたPALでは2つある色差信号のうちR-Y成分の極性を走査線1本毎に反転する事によって、位相歪みの影響を画面上で目立たなくする改良が加えられている。SECAMでは色差信号はFM変調されており、この種の問題は原理的に発生しない。
しかし1950年代から1970年代には問題となっていたこの件も送出側規格の厳密化やアンテナの指向特性向上、位相歪みを低く抑える電子回路技術の進歩、特に高性能な中間周波フィルター類の開発と量産廉価化・広範採用により次第に改善され「受像機を設置した先々で、いちいち色相調整つまみを回して合わせ込まないと正しい色が再現できない」という煩わしさを過去のものとしている。

### 長所
NTSC方式は周波数インターリーブ関係が単純であり、直上直下のライン相関性を利用して輝度信号とクロマ信号とを比較的高い精度で分離するクシ型フィルターを数%の部品追加で実現できる。2本離れた走査線との比較が必要になるPALではライン相関性が低下してY/C分離の精度が悪化し、SECAMではそもそも色信号にライン相関性が無い。画面全体の映像信号を蓄積できる大容量メモリを使って過去のフレームとの比較を取り、フレーム間の相関性を利用して輝度/色差信号を抽出する3次元Y/C分離が家電製品に使われるようになる1990年代初頭までこの点ではNTSC方式に優位性があった。
なおNTSCの走査線数525本に対しPALのそれは625本と多く、画面の詳細度はPAL方式の方が上回っている。逆にNTSCのフレームレートはPALの毎秒25枚に比べ20%増しの毎秒30枚であり、動きが滑らかである。しかし水平解像度と走査線数とフレームレートの積は当該チャンネルの放送波が占有し消費する周波数帯域の広さと比例し各値はトレードオフする関係にあるため、これをもって方式の優劣を語ることは出来ない。
放送電波の帯域は当該国家ないし地域住民の言わば共有インフラ・共有財産であり、民生用途に話を限ったとしてもテレビジョン放送のみに専用が許されているわけではない。VHF帯 (30 - 300MHz) の利用が始まったばかりの1940年代において、当時の16mm白黒映画フィルムと同等の解像度400ラインペア 程度を確保した上でチャンネル当たりの占有帯域が6MHzで済むNTSCは、国土が広く混信を避けつつ全国放送を行うためには多くのチャンネルを必要とするアメリカの事情を反映して開発された方式でもある。欧州などの7 - 8MHzのチャンネル幅を必要とするPAL/SECAM方式や14MHzもの帯域を占有して819本の走査線を描くフランス式System-Eの様に放送チャンネル当たりの帯域を広く取ればそれだけ多くの走査線を詰め込めるが、確保できるチャンネル数はその分減少する。テレビジョン放送用のチャンネル数を増やすには周波数が高い方向に確保するしかない（低い側の周波数領域は既に他の放送通信用途で埋まっており、数十 - 数百MHz単位で連続した領域を確保するには高い周波数帯を開拓する以外に方法は無い）わけだが、周波数が高くなればなるほど送信側受信側とも克服せねばならない技術的困難は増大する。

## 日本における実装 (NTSC-J)
アメリカやその他の国々で採用されているオリジナルのRS-170A/SMPTE-170M規格では最低輝度の黒を表すセットアップレベルは7.5IREと規定されている。
日本のNHKでは黒レベルとブランキングレベルが等しく0IRE (=0V)、民放では5IREとなっており、両者の違いはごくわずかであり、多くの一般人は存在自体に気が付かないであろうレベルの差異ではあるが、業務として映像に携わる人々にとっては無視できない差違であり、業務用機器では日本規格と米国規格とで製品ラインナップが別になっていたり、明示的にセットアップレベルを切り替えるスイッチが付いていたりする。
また、「輝度100%の白」を意味する信号が送られてきた時に表示する「白」の色温度も日米で異なっている。SMPTE-170Mでは国際照明委員会 (CIE) 標準の光D65（色温度約6500Kの昼光色）を目標色にしているが、日本では明文化された規定は無いものの、色温度約9300KのD93が業界標準となっていた。
なお、日本の東半分（富士川および糸魚川以東）ではAC電源の周波数は米国の60Hzと異なる50Hzであるが、50Hz地域でNTSCを採用しているのは、日本以外ではミャンマーやジャマイカ、チリ、ペルー、トンガなどと少数派である。白黒時代に垂直同期周波数を米国の電源周波数と等しい60Hzに決定した理由は、端的に言えば1940年代の電子回路に使える増幅素子が真空管だけだったためである。当時はコンセントから取ったAC電源を直接整流してコンデンサで平滑化しただけで回路内部のメイン電源を生成するトランスレス設計が当たり前であり、安定化されていないB電源には交流周波数と同じ周期の脈流成分が多量に含まれていた。同様にブラウン管に印加する加速電圧も安定化されていないために電子ビームの速度が変化してしまい画面が明滅したり偏向感度が変化して画像が膨張・収縮する現象を抑えきれず、表示フィールドレートと電源周波数が等しく なっていないと、激しいフリッカー（ちらつき）や画面の振動を生ずる危険性があった。またブラウン管の蛍光面を焼きつきから保護するために、放送を受信していない時にも水平・垂直偏向系を駆動し続ける必要があり、仮の同期信号を電源周波数の逓倍で作れるよう、総走査線数は比較的小さな奇数の積 525=3×5×5×7となっている。ところが、このような電源周波数に依存した設計を採ると日本の東西で方式を分けなければならなくなってしまう。幸い、アメリカでテレビ放送が開始された1941年から日本で開始される1953年まで十余年間の技術進歩の恩恵を受けて、内部回路用の低圧電源や電子ビーム加速用の数千ボルトの電圧を一定に保ち、また電源周波数の逓倍に頼らずとも正確な発振周波数を得られる電子回路とそれらを可能にする部品群が開発されており、東日本地域でNTSC方式の受像機を使用しても、画像に上述の様な問題を生じることは無い。

75μ秒でプリエンファシスされた信号を50μ秒でデエンファシスした結果

そしてこれはテレビジョン放送規格の差異ではないが、日本のFMラジオ放送では音声信号のエンファシス時定数は欧州規格と同じ50 μsを採用している。アメリカや韓国・フィリピンなどではFMラジオ放送のエンファシス時定数とテレビのそれとは同じ75 μsであるため、テレビの音声放送周波数にチューニングダイヤルを合わせる事が出来れば（あるいは周波数変換機：コンバーターを使用すれば）テレビの受像機が無くても音声部分だけはラジオで聞く事が出来る。しかし日本規格（50 μs）のFMラジオ受信機で何の対策もせずにエンファシス時定数75 μsで放送されているTV音声を聞くと高域が強調されて、いわゆる「キンキンした」音になってしまう。

## アナログテレビジョン放送の終焉
NTSCカラー放送方式は激しい変革と急速な進化を遂げ続けている電子工業界において50年以上もの長きにわたって第一線にとどまり続け、その間も消費者の厳しい評価に応え続けてきた規格である。しかし放送通信のデジタル化は時代の趨勢であり、特に算術処理により動画データを高圧縮するMPEGを始めとした技術の実用化に伴って衛星放送はもとより地上波でも高精細度デジタル放送への移行がNTSC各国で進行した。
アメリカではATSC（Advanced Television Standards Committee、先進型テレビ標準委員会）による標準方式が策定され、地上波放送を受信し得る13インチ以上のテレビジョン装置は全てこのATSC方式のチューナーを備えるよう義務づけている。地上波アナログ放送は2009年6月12日をもって終了しており、低所得者層向けの移行支援としてデジタル放送をNTSCベースバンド信号に変換する単機能チューナーを購入する際に使用できる40ドル分の割引クーポンを配布していた。

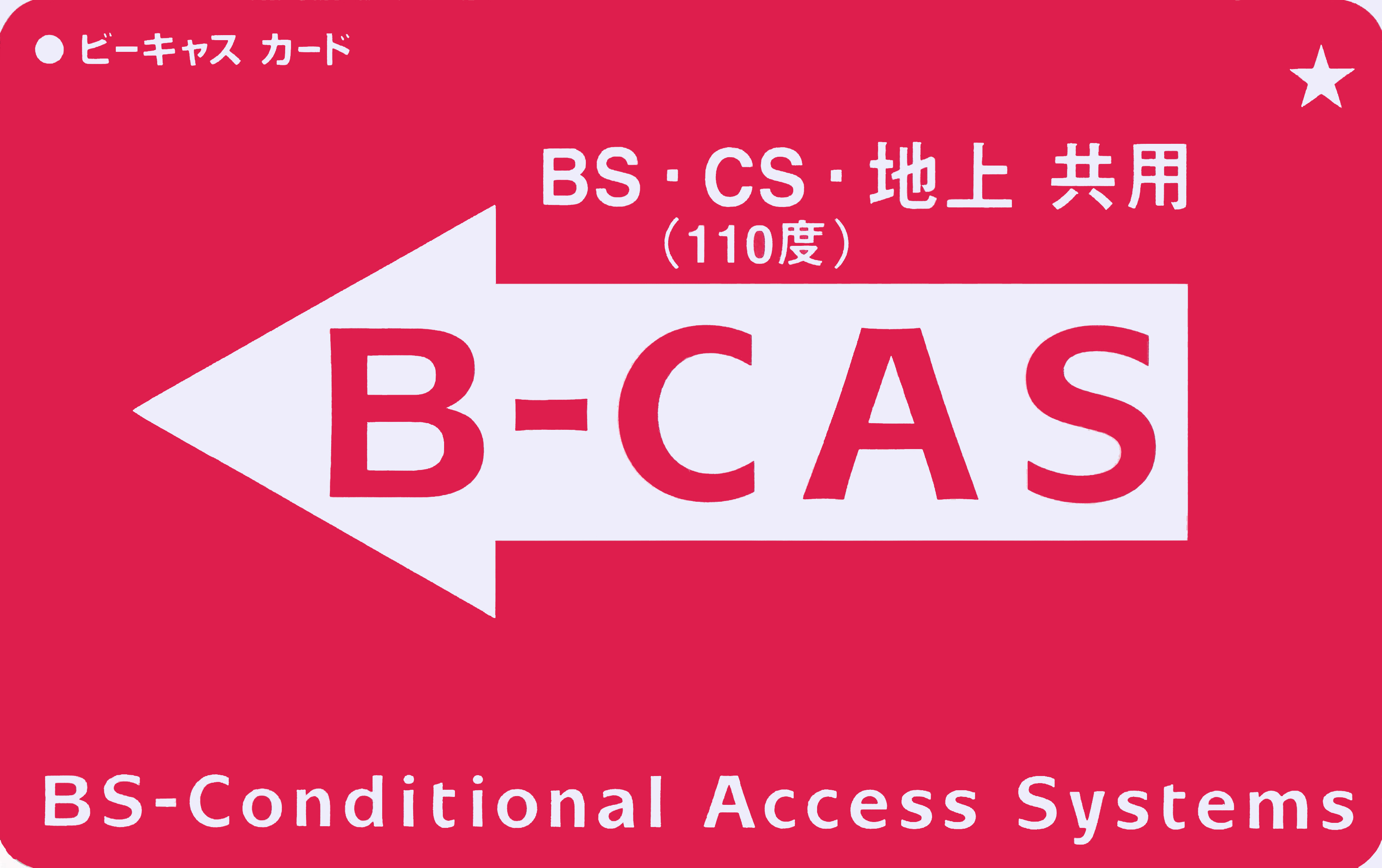
BS 110度CS 地上デジタル共用B-CASカード

日本においても、電波産業会（ARIB）が規定するISDB（Integrated Services Digital Broadcasting）方式への移行が予定された。BSデジタル放送は2000年、CSデジタル放送は2002年、地上デジタル放送は2003年に開始した。本来無料放送である民放局の番組にまでスクランブルをかけ、その解除キーであるB-CASカードをチューナーやレコーダーに挿入しないと受信できない煩雑さや件のB-CASカードを独占販売している私企業・株式会社ビーエス・コンディショナルアクセスシステムズが視聴者一人一人の個人情報を把握している危険性、それらを始めとする視聴者および製品購入者にとって不利益となりうる情報がシュリンクラップ契約で覆い隠され周知されていない隠蔽体質など非難も多く実現を危ぶむ声も聞かれたが、2011年7月24日をもって被災3県以外の地上波アナログ放送は停波された。東日本大震災の被災地である岩手県・宮城県・福島県（以下被災3県）では、アナログ放送完全終了が震災の特例法により、2012年3月31日に延期されていた。被災3県以外のテレビ局では、2011年7月1日からはすべての放送時間帯で停波の告知放送に切り替わり、番組放送自体も音声のみの放送となる計画であったが、画面左下に停波告知を常時表示（CM中を除く）し、映像と音声共に7月24日正午まで放送するように変更された。低所得者層への移行支援策として、生活保護世帯および身体障害者世帯などをはじめとする、市町村民税やNHK受信料が全額免除となる世帯への単機能チューナー無料給付制度が開始されている。
またこれに伴って一部の番組で2009年度から段階的にレターボックス（サイズは「レターボックス16:9」が主であるが、NHKの番組によっては「-14:9」「-13:9」もある）での放送に移行していたが、2010年7月5日付の放送開始から全ての番組をデジタルと同様にレターボックス16:9に変更した（一部のコマーシャルは従来と同じ4:3サイズとなるものもあり）。それに先駆けて、一部の新番組（NHKなど）や日本テレビ系列の収録番組（生放送番組を除く）は同年4月からレターボックスサイズでの放送に切り替わっている。被災3県を除く44都道府県では、2011年7月24日正午にアナログ放送は地デジ移行を促す青色単一の画面に変わり番組が終了、25日0時までにコールサインを読み上げた後、被災3県を除く放送局のアナログ放送が停波した。アナログ放送終了が2012年3月31日に延期されていた被災3県については2011年7月25日以降、CM中でもアナログ終了告知テロップの表示を開始し4:3のCMもレターボックス化（上下左右の額縁放送）、2012年3月12日から「アナログ放送終了まであと○○日」と書かれたカウントダウンの表示、2012年3月31日正午にアナログ放送は地デジ移行を促す青色単一の画面に変わり通常の番組が終了、1日0時までに被災3県に於ける放送局のアナログ放送が停波し、日本全国で完全デジタル化が完了した。これで、日本のアナログテレビジョン放送は完全に廃止され、約60年の歴史に幕を閉じた。なお、日本の地上アナログテレビジョン放送で使用されていた周波数領域は今後携帯端末向けマルチメディア放送や地上デジタルラジオ放送、防災・行政無線他に使用される計画となっているほか、中波放送の混信・難聴取の対策として、FM補完中継局（通称・ワイドFM 当初は90-95MHz）に活用されている。
世界の多くの地域で変調波によるNTSC信号の放送は終了したが、ベースバンド転送は、単一同軸ケーブルで転送可能でかつ確立した（したがって非常に安価な）技術として、防犯カメラ、車載カメラなどの短距離のSD（標準画質）動画転送手段として今でも広く利用されている。